# Drosendorf Altstadt
Drosendorf Altstadt ist eine Ortschaft und eine Katastralgemeinde der Gemeinde Drosendorf-Zissersdorf im Bezirk Horn in Niederösterreich.

## Geografie
Der Ort liegt östlich von Drosendorf Stadt und befindet sich an der Mündung des Thumeritzbaches in die Thaya. Durch den Ort führt die Landesstraße L41, von der die L1187 zum Grenzübergang Vratěnín/Drosendorf abzweigt.

## Geschichte
Die Katastralgemeinde geht auf ein mittelalterliches Dorf zurück, das hier in der zweiten Hälfte des 11. Jahrhunderts entstand. Die Pfarrkirche wurde um 1100 durch die Grafen von Pernegg erbaut und in der Mitte des 12. Jahrhunderts in das Stift Geras inkorporiert.
Der Ortsteil blieb auch nach der Anlage der neuen Stadt am Ende des 12. Jahrhunderts bestehen, obwohl er außerhalb der Stadtmauern lag, und wurde in der Folge „Altstadt“ genannt. Diese Benennung findet sich erstmals in der Erneuerungsurkunde des Stiftsbriefs von Stift Geras durch Herzog Friedrich II. des Jahres 1242, wo  neben der Pfarre auch 13 Höfe in der antiqua civitas erwähnt werden. Die in der Altstadt liegende Kirche fungiert bis heute als Pfarrkirche.
Im Jahr 1822 wurde der Ort als Vorstadt mit 44 Häusern genannt, die nach Drosendorf eingepfarrt war, wohin auch die Kinder eingeschult wurden. Die Herrschaft Drosendorf besaß die Ortsobrigkeit, übte die Landgerichtsbarkeit aus, besorgte die Konskription und hatte die Grundherrschaft inne. Laut Adressbuch von Österreich waren im Jahr 1938 in der Ortsgemeinde Drosendorf Altstadt ein Tierarzt, zwei Taxiunternehmer, ein Elektrotechniker, ein Fleischer, ein Gärtner, zwei Gastwirte, ein Gemischtwarenhändler, ein Gerber, ein Schneider und zwei Schneiderinnen und ein Schuster ansässig. Weiters betrieb die Landwirtschaftliche Genossenschaft eine Spitirusbrennerei und es gab ein Hammerwerk. Bis zur Konstituierung der Gemeinde Drosendorf-Zissersdorf in den 1970ern blieb der Ort eine eigene Ortsgemeinde.
In der alten Hammerschmiede werden bis heute Pflugscharen für die Landwirtschaft erzeugt.

## Sehenswürdigkeiten
- Pfarrkirche Drosendorf